# Parque arqueológico de Campo Lameiro

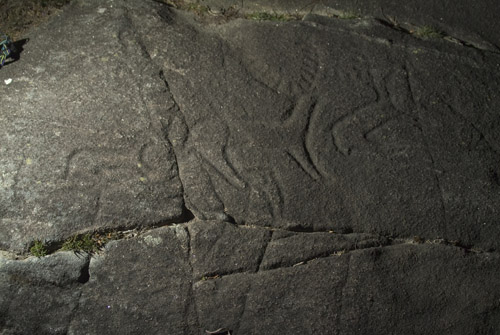
Petroglifo de Outeiro do Cogoludo.

El Parque arqueológico de Campo Lameiro (también conocido como PAAR) es un conjunto de arte rupestre al aire libre, ubicado en el municipio de Campo Lameiro, provincia de Pontevedra. Tiene una extensión de 21,8 hectáreas y alberga en su interior cerca de 100 rocas con grabados y petroglifos de gran valor arqueológico e histórico. Forma parte del conjunto de arte rupestre de Terras de Pontevedra.
En los montes del municipio de Campo Lameiro está ubicada una de las concentraciones más importantes en calidad y cantidad de grabados rupestres o petroglifos no solo de la península ibérica, sino también de Europa, y está declarado como Monumento Histórico Artístico desde el año 1974.
El parque fue inaugurado oficialmente el 6 de julio de 2011, convirtiéndose en el primer parque arqueológico de Galicia.  Constituye un extraordinario paisaje cultural del que los petroglifos son la parte más visible.
Cuenta con un centro de interpretación de 5.000 metros cuadrados con salas de proyección, exposiciones y una biblioteca. Además, en sus instalaciones se recrea también un poblado de la Edad del Bronce, un espacio de carácter vivencial y participativo.

## Área arqueológica
El parque incluye un área arqueológica al aire libre de unos tres kilómetros de longitud, en la que se pueden observar los diseños geométricos y naturalistas propios del arte rupestre gallego y observar alguno de los petroglifos mejor conservados del Grupo Galaico de Arte Rupestre.
Los grabados están repartidos entre los yacimientos de Paredes, Parada y San Isidro, Painceiros, As Fragas, A Lagoa / Fentáns y Caneda, siendo relativamente de fácil acceso. Sus principales estaciones son:
- Laxe da Forneiriña, en la que se puede ver la figura de un gran animal, junto con diferentes representaciones de ciervos y círculos.
- Laxe dos Carballos es un conjunto cuyo interés se centra en la figura de un gran ciervo astado. Tiene un gran número de lanzas clavadas en su lomo como señal de castigo o muerte y además le han atado una cuerda alrededor del cuello. Junto a este aparecen, entre otros grabados, combinaciones circulares, alineaciones de cazoletas u otros ciervos.
- Outeiro dos Cogoludos tiene grabadas un buen número de figuras de surco muy visible, ancho y profundo. En su parte derecha se pueden ver tres caballos con sus jinetes a la grupa, dispuestos verticalmente, mientras que en la izquierda hay un gran panel con figuras de círculos concéntricos. También aparecen un ídolo y varios ciervos, entre otras manifestaciones.
- Outeiro das Ventaniñas presenta los grabados más sencillos de esta área y representan varias formaciones circulares.
- Fonte da Pena Furada cuenta con varias piedras con grabados de ciervos y círculos concéntricos. De especial importancia es el ciervo astado al que se le ha representado la boca y los ojos en el mismo plano.
- Outeiro da Pena Furada es el único conjunto de este ámbito que cuenta con figuras laberínticas y en su proximidad hay otros grabados.
- Laxe dos Cabalos consta de varias piedras grabadas con figuras e ciervos y combinaciones circulares. Destaca la que da origen a la zona y que está formada por dos caballos que llevan a su grupa a sendos jinetes, dando la impresión de que está disputando una carrera.